# National Highway 51 (Índia)
La National Highway 51 (NH 51) és una autopista nacional de l'Índia que es troba tota ella dins de l'estat de Gujarat. NH 8E enllaça Dwarka amb Bhavnagar; i té 551 km (342 mi) de longitud.